# Mandibulophoxus hawaiiloa
Mandibulophoxus hawaiiloa is een vlokreeftensoort uit de familie van de Phoxocephalidae. De wetenschappelijke naam van de soort is voor het eerst geldig gepubliceerd in 1998 door Muir & DeFelice.